# 产醋杆菌属
产醋杆菌属也称醋菌属，为梭菌科的一属细菌。该属的模式种为普氏产醋杆菌（Oxobacter pfennigii）。

## 下属物种
- 普氏产醋杆菌 Oxobacter pfennigii (Krumholz and Bryant 1985) Collins et al. 1994